# Torsten Kassius

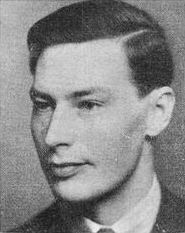
Torsten Kassius.

Lars Torsten Emanuel Kassius, född 14 oktober 1909 i Edebo församling, Stockholms län, död 31 december 1960 i Södertälje, var en svensk litteraturhistoriker och författare.

## Biografi
Kassius studerade litteraturhistoria och teoretisk filosofi vid Stockholms högskola och tog en licentiatexamen i dessa ämnen samt nordiska språk 1943.
Under åren 1942–1947 var Torsten Kassius anställd på Natur och Kultur som redaktör för förlagets kulturtidskrift Samtid och Framtid där han träffade sin blivande fru, ungerskan Gabriella Kassius (född 1922). Han blev lektor vid Budapests universitet och utnämndes till direktör för ett svenskt kulturinstitut, men fick inte tillfälle att tillträda tjänsten då kommunisterna kom till makten.
Vid återkomsten till Sverige skrev han från 1948 de två volymerna Den gamla fabeln om Tälje tokar, två pastischer där det forntida och medeltida Tälje med diktarens frihet blivit den förnämsta staden östan om sol och västan om måne. Han efterlämnade också flera dikter samt ett opublicerat manus, Sörmlandsboken, där han på sitt eget personliga sätt ger oss landskapet och dess gamla befolknings särdrag med sina egna barndoms- och ungdomsminnen som bakgrund.
Torsten Kassius var också verksam som översättare. Mest känd är hans översättning av Michel de Montaignes essäer, med förord av André Gide.